# Charlestown (Boston)
Charlestown is een wijk van de Amerikaanse stad Boston in Massachusetts.
Charlestown was oorspronkelijk een zelfstandige stad en de eerste hoofdstad van de Massachusetts Bay Colony.
In de Amerikaanse Onafhankelijkheidsoorlog vond in Charlestown op 17 juni 1775 de Slag om Bunker Hill plaats als onderdeel van het Beleg van Boston.
Charlestown werd een stad in 1847 en werd op 5 januari 1874 door Boston geannexeerd.
Sinds de Ierse migratie gedurende de Ierse aardappelhongersnood rond 1845 had de stad een grotendeels Iers-Amerikaanse bevolking. Vanaf de jaren tachtig van de 20e eeuw veranderde de buurt echter flink door de nabijheid van het stadscentrum van Boston en de gewilde koloniale bouwstijl. Tegenwoordig (2013) wordt de buurt nog altijd gedomineerd door Ierse Amerikanen.
Charlestown ligt ten noorden van Boston op een verlengd schiereiland tussen de rivieren de Charles en de Mystic. Het geografisch gebied van Charlestown is sterk veranderd ten opzichte van zijn koloniale voorganger. Door het droogleggen van land is het grondgebied van Boston en Charlestown uitgebreid en verdween de nauwe rug die Charlestown met het vasteland verbond, de Charlestown Neck. Het oorspronkelijke grondgebied omvatte het tegenwoordige Somerville en het noordelijke deel van Arlington.